# Gilfer
Gilfer (Madrid, 1967 - ) es el seudónimo del escultor español Miguel Ángel Gil Fernández. En sus esculturas monumentales, Gilfer es un artista que juega con el espacio y las construcciones.
En 1990 se licencia en Bellas Artes por la Universidad Complutense de Madrid. En 2002 se traslada a Nueva York donde participó en los talleres de Walter Biggs en Sperone Westwater Gallery. 
Su interés inicial por la pintura y en los collages de diversos materiales, ha evolucionado hacia las obras escultóricas de gran formato donde destaca el color negro. El 4 de mayo de 2006 se inauguró en Valdemoro su escultura titulada "La sombra del caracol", situada en una de las rotondas de entrada a la localidad. El 16 de noviembre de 2007 gana el II Certamen de Artes Plásticas y Visuales de Navacerrada con su obra denominada "Escultura G-10-07".